# Spieler (Album)
Spieler ist der Titel des ersten Albums der Band Jessica. Es erschien 1986 bei Amiga auf Langspielplatte und Musikkassette.

## Geschichte
Das Album war das erste und zugleich letzte Album der Band Jessica. Mit dem Song Ich beobachte dich hatte die Band im Jahr 1984 einen Auftritt für die Musikshow The Tube des britischen Fernsehsenders Tyne Tees Television, organisiert von Mark Reeder. Anschließend produzierte die Band den Titel Ich suche einen Traum. Im Jahr 1986 war sie bereits sehr populär und hatte schon zwei Jahre auf Konzerten in der DDR und im Ostblock gespielt, in der Sowjetunion spielten sie in Moskau, Leningrad und Sotschi, laut Reeder vor 250.000 Zuschauern.

## Musik und Texte
Die Musik stammte von Ralf Böhme und André Drechsler, Produzent war Klaus Peter Albrecht. Der Sänger der Band, Tino Eisbrenner, schrieb die Texte. Mitwirkende auf dem Album waren Tino Eisbrenner (Gesang), André Drechsler (Gitarre), Ralf Böhme (Keyboard), Olaf Becker (Schlagzeug) und Janek Skirecki (E-Bass). Als Gäste wirkten Ines Musinowski-Radew und Santina Schrader (Background-Gesang bei den Titeln 8 und 10), Thomas Klemm (Tenorsaxophon beim Titel 1) sowie Holly Schlott und Fun Horns (Bläser auf den Titeln 6, 8, 9 und 10) mit.

## Titelliste und Veröffentlichungen
Seite 1
1. Ich beobachte dich (4:00)
2. Halt mich nicht (3:52)
3. Lass doch (3:53)
4. Mama (4:09)
5. Mein Mut (4:36)
6. Ich suche einen Traum (3:30)

Seite 2
1. Bring mir die Sonne (4:40)
2. Spieler (4:17)
3. Durch’s Labyrinth (5:47)
4. Wenn ich mit dem Teufel tanze (4:18)
5. Song (1:54)

Das Album erschien im Jahr 1986 bei Amiga auf Langspielplatte, die Auflage betrug 180.000 Platten, die schnell ausverkauft waren. Die LP wurde nicht noch einmal aufgelegt wurde, nachdem sich die Band nach Konflikten mit dem Komitee für Unterhaltungskunst aufgelöst hatte; als der Titelsong Spieler Ende des Jahres 1986 in die DDR-Hitparaden kam, existierte die Band schon nicht mehr.
Im Jahr 2002 wurde es auf Compact Disc bei Eisbrenners eigenem Label Mañana Records veröffentlicht, diese CD enthielt als zusätzliche Songs die Titel Du verzauberst mich 1993 (6:19) und Ich beobachte dich 2002 (4:13).

## Gestaltung des Covers
Auf weißem Hintergrund enthielt das Plattencover im oberen Drittel, schräg geschrieben, in rot den Bandnamen in Versalien und in schwarz den Albumtitel. Mittig war ein Foto der Bandmitglieder in schwarz-weiß angeordnet. Die beiden unteren Drittel des Covers sind mit schwarzen und roten Strichen versehen. Auf der Rückseite sind im linken Viertel die Albentitel, Mitwirkende und die Bandmitglieder aufgedruckt. Der Rest der Rückseite wird von zahlreichen schwarz-weißen Bandfotos eingenommen, einzig ein Foto von Tino Eisbrenner zeigt ihn mit einer roten Mütze.
Die Fotos machte Peer Grimm.

## Video
Zum Titel Spieler durfte die Band ein Musikvideo drehen, die Aufnahmeorte waren in Stralsund, dafür war die Külpstraße für einen Tag abgesperrt worden.

## Tournee
Für die Tournee zum Album konzipierte Jessica eine Bühnenshow. Während der Spieler-Tour absolvierten sie nach Angaben Tino Eisbrenners 90 Konzerte in 100 Tagen und bespielten etwa 300.000 Fans.
Zum 30. Jubiläum des Albums ging Eisbrenner auf die Spieler 30 – Kopfsprung in die Achtziger-Tour.